# جريدة الأنباء (لبنان)
جريدة الأنباء أو جريدة الأنباء الإلكترونية هي جريدة لبنانية أسسها المُفكر والسياسي اللبناني كمال جنبلاط في 16 أذار 1951. تصدر اليوم بصيغة إلكترونية فقط وتُعتبر الصحيفة الناطق الرسمي باسم الحزب التقدمي الاشتراكي وقائده وليد جنبلاط، إضافة للنائب عن الحزب في مجلس النواب اللبناني تيمور جنبلاط.

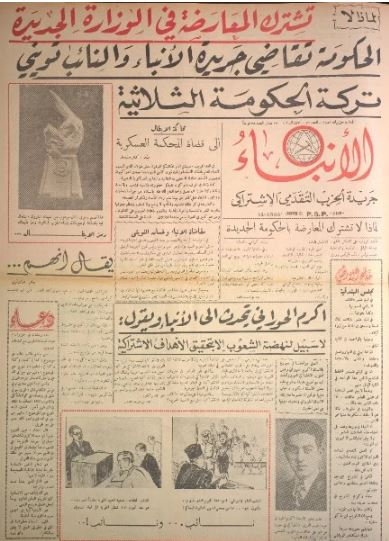
جريدة الأنباء 1951